# Sega GT 2002
Sega GT 2002 é um jogo eletrônico do gênero simulador de corrida desenvolvido pela Wow Entertainment lançado em 2002 para Xbox, sendo uma sequência do Sega GT, no ano seguinte foi lançado como Sega GT Online com recurso para multijogador online.